# فالي دي ييري / دييري

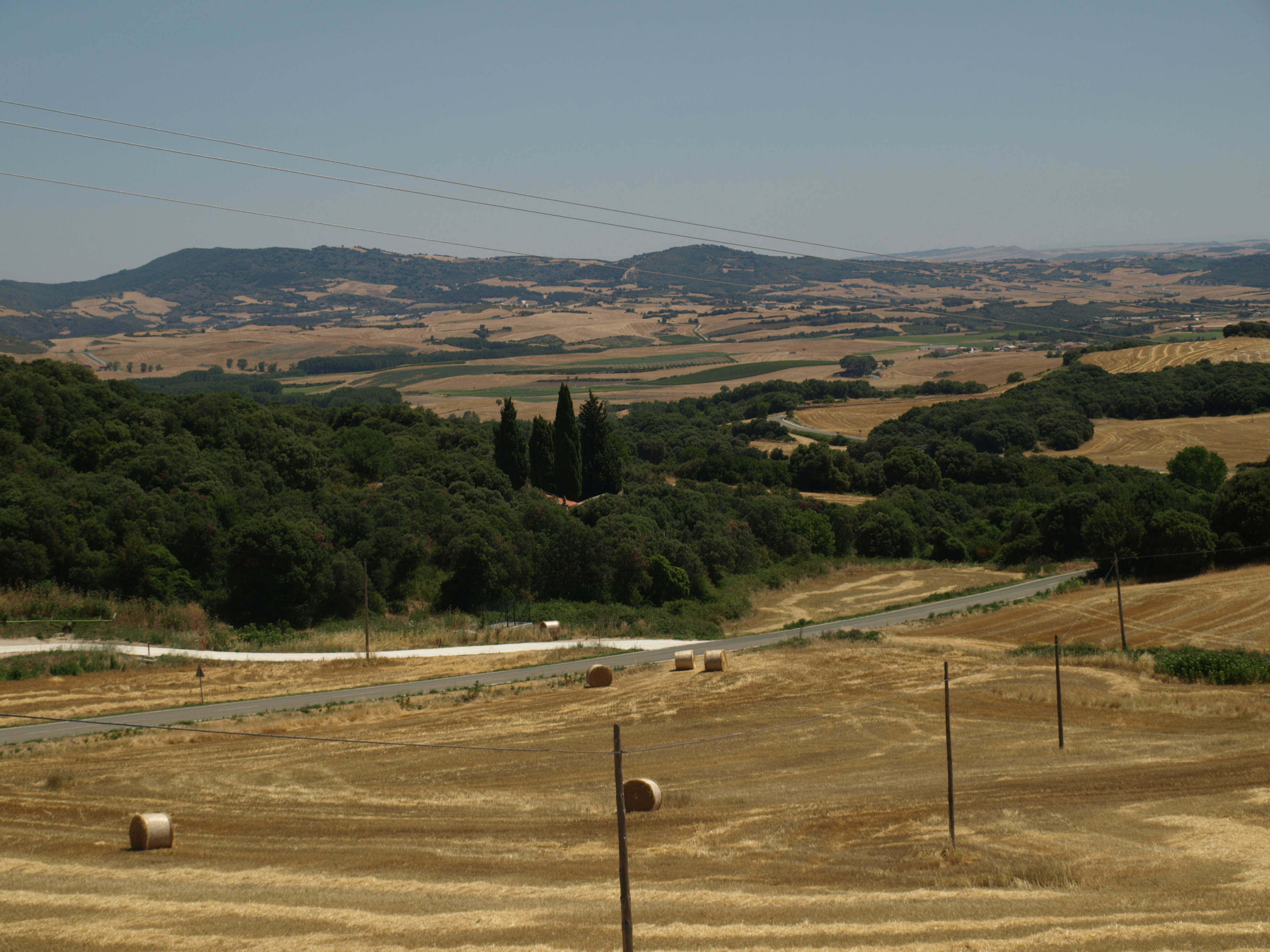
منظر طبيعي لوادي يري، نافارا، إسبانيا

فالي دي ييري هي مدينة وبلدية تقع في مقاطعة ومجتمع مستقل في نافارا، شمال إسبانيا.

## روابط خارجية
- YERRI in the Bernardo Estornés Lasa - Auñamendi Encyclopedia (Euskomedia Fundazioa) (بالإسبانية)

قالب:بلديات في نافارا